# Lalo (Benin)
Lalo  ist eine Stadt, ein Arrondissement und eine 432 km2 große Kommune in Benin. Sie liegt im Département Couffo. 

## Demografie und Verwaltung
Das Arrondissement Lalo hatte bei der Volkszählung im Mai 2013 eine Bevölkerung von 13.451 Einwohnern, davon waren 6321 männlich und 7130 weiblich. Die gleichnamige Kommune zählte zum selben Zeitpunkt 119.926 Einwohner, davon 56.529 männlich und 63.397 weiblich.
Die zehn weiteren Arrondissements der Kommune sind Adoukandji, Ahondjinnako, Ahomadégbé, Banigbé, Gnizounmè, Hlassamè, Lokogba, Tchito, Tohou und Zalli. Kumuliert umfassen alle elf Arrondissements 67 Dörfer.